# 현대인 생활백서
현대인 생활백서는 모리 료이치 감독의 CG 애니메이션 작품이다. 2008년에 BS아사히, 키즈 스테이션, TV 아사 채널 등에서 방송되었다.

## 개요
- 2008년 12월에 BS아사히『브로스타 TV』 속 코너로 방송한 것을 시작으로 순차적으로 방송되고 있다.
- 힘 빠지는 애드리브 연기와 애니메이션을 융합시켜 일상 소소한 에피소드에서 공감과 웃음을 유발한다.
- 더빙배우에게 상황 설정만 제시하고 대본 없이 애드리브로 연기한다.
- Edition판 스토리의 길이는 약 7분이지만, Emotion판 이후에는 스토리가 짧아지거나 엔딩 등이 후렴구에서 시작되는 등의 이유로 약 5분으로 줄어졌다.
- 제25회 디지털 컨텐츠 그랑프리 심사원 특별 수상.

## 테마곡
- 「さとりのしょ(깨달음의 책)」detune.